# Mayennais
Le mayennais, patois mayennais ou encore bas-mainiot est une langue d'oïl, parlée dans le département de la Mayenne en France. 

## Histoire
Comme toutes les langues d'oïl, le mayennais procède du gallo-roman issu essentiellement du latin populaire, introduit en Gaule après la conquête romaine. Il a peu à peu supplanté la langue gauloise qui est une langue celtique. 
Sur le plan national, le mayennais appartient au domaine du Grand Ouest, qui se caractérise par un groupe de langues qui comprend aussi le normand méridional, l'angevin, le gallo et le poitevin.
On distinguait cependant à l'intérieur du mayennais plusieurs parlers différents dans la province du Maine : le bas-mainiot (actuel mayennais) à l'est dans le bas-Maine, le haut-mainiot (actuel sarthois) dans le haut-Maine, tout au nord du Mans. Une autre langue, légèrement influencée par la langue angevine se parlait au sud de la province. Ils ont évolué différemment mais restant très proches et compréhensibles par leurs locuteurs. La diffusion du français a bénéficié de l'unité territoriale, et le mayennais comme langue parlée est devenu un patois pratiqué par les populations rurales jusqu'au XXe siècle.

## Répartition géographique
Le mayennais est traditionnellement parlé dans le département de la Mayenne, mais également dans l’extrême sud de l'Orne, où il se confond avec le normand méridional, dans l’extrême est de la Bretagne, où il se confond avec le gallo, et dans l'ouest de la Sarthe, où il se confond avec le sarthois.

## Linguistique
La graphie et la grammaire du mayennais ne sont pas codifiées. C'est une langue essentiellement rurale, populaire et vivante.
Le mayennais est un « français local » (selon André Martinet). Il reste encore compris mais n'est plus que très rarement parlé au XXIe siècle. Certaines études se consacrent à ce patois.

### Phonétique

#### Généralités
Ses caractères principaux sont communs à certains des parlers du Grand Ouest:
- Le son /o/ (souvent écrit « o », « au » ou « ô » en français) est prononcé fortement et devient /aø/ écrit « aeu ». Ainsi, tôt devient taeût, ôter devient aeûter, nôtre et vôtre deviennent naeûtre et vaeûtre (mais notre et votre adjectifs se disent noûtre et voûtre), pauvre devient paeuvre, pot devient paeut, etc.
- Le son français « oi » est souvent remplacé par « ai » (position accentuée) ou « é » (position non accentuée), car, comme les autres variétés d’oïl de l’ouest, le mayennais a conservé l’ancien son « ei » de l’ancien français avant qu’il évolue en « oi » dans les dialectes de l’est au XIIIe siècle (à partir de la Bourgogne et de la Champagne surtout). Par exemple, le latin stella (« étoile ») avait donné esteile en ancien français qui devint estoile, puis étoile en français moderne (prononcé èstèle ou èstèïle jusqu'au XIe siècle, èsteuïle au XIIe siècle, èstoïle au XIIIe siècle, puis èstoèle ou étoèle au XVe siècle, étouèle jusqu'au XVIIIe siècle où « ouè » s'ouvrit en « ouâ », donnant la prononciation de « oi » actuelle en français moderne : étouâle), mais le mayennais dit toujours étaile (prononcé étèle ou étæïle). Cependant, un grand nombre de verbes du troisième groupe qui se terminent en français en -oir peuvent finir en mayennais en -ouèr, par influence des parlers de l’orléanais voisins. Ainsi, boire se dit baire, quelquefois se dit quieauquefais, voisin se dit vésin, voiture devient véteüre (ou véture, ou véteure), mais savoir devient sçavouèr (ou sçavair), vouloir est voulouèr ou voulair (pouvoir en revanche se dit partout pouair), etc.

- Les consonnes finales, comme en français, ne sont pas prononcées, mais en mayennais ce phénomène est encore plus étendu. Ainsi on écrit il mange comme en français mais on prononce i manj, parce que l'l final de « il » n'est pas prononcé. Par exemple, les verbes du deuxième groupe sont en -ir comme en français, mais on prononce -i parce que l'r final est muet (finir se dit fini mais s'écrit comme en français).
- De même, les mots finissant en français par -eur finissent régulièrement en mayennais par -oux (prononcé -ou), l'r final ne se prononçant plus. Bêcheur se ainsi dit bèchou qu'on écrit baîchoux (plus rarement baîchou, baichour, baîchous, etc.). L'orthographe -oux permet de raccorder ces substantifs qui en français sont en -eur à leur féminin qui est en -ouse (français -euse dans la plupart des cas), ainsi qu'aux adjectifs en -oux (qui correspondent aux adjectifs français en -eux) dont le féminin est également en -ouse (et en français également en -euse). Ainsi, achaloux veut dire « ennuyeur » quand il est utilisé comme nom et « ennuyeux » quand il est utilisé comme adjectif (achaler signifie « ennuyer »).
- oign- (prononcé « ogn » comme dans oignon) et ogn- se prononcent ongn-. Ainsi, ongnon pour oignon.
- -ail, à la fin d’un mot, se dit invariablement -al : portal pour portail ; traval pour travail. Par confusion, beaucoup de substantifs en -ail, prennent comme ceux en -al, des pluriels terminés en -aux.
- ui du français (et à l’occasion é, è ou i) est réduit à un seul son eu. Ainsi nuit se dit neut.
- eu du français évolue parfois en u /y/ (Ugène correspond à Eugène), mais dans de nombreux cas on trouve ou à la place, car là encore le mayennais a conservé l’ancienne prononciation « ou » de l’ancien français avant qu’elle n’évolue en eu au XIVe siècle dans les parlers de la Loire, du bassin parisien et de la Picardie. Là encore, ce phénomène n'a pas touché les parlers de l’ouest (mayennais, angevin, gallo, normand). Ainsi, on dit mangeoux et chantoux (fém. mangeouse et chantouse) pour mangeur et chanteur (fem. mangeuse et chanteuse), houre pour heure, goule pour gueule, fiour pour fleur, coue pour queue (d’où le français couette, « petite queue »), noud pour nœud, etc.
- ien du français se prononce in (régulièrement écrit en, in) : chin correspond à chien, ben (prononcé bin) à bien, il vint à il vient (mais le passé simple il vint du français se dit il venit en mayennais), etc.
- Il existe une diphtongue notée au utilisée à la place de al et au en français : un jevau / chevau « un cheval »
- Les groupes cl, gl, bl, pl, fl deviennent qui, gi, bi, pi, fi : pien (plein), bianc (blanc), pianche (planche), fiour (fleur), éguyise (église), équiésiastique (ecclésiastique), etc.
- Les pronoms personnels je et on sont employés à la place de nous : je mangeons (nous mangeons), je vourrions (nous voudrions), j’avions (nous avions), etc.
- La 3e personne du pluriel de l'indicatif présent se termine en -ant et en -aint à l'imparfait (il mangeant, il mangeaint), ce phénomène touche aussi le passé simple et le conditionnel : il diant ou il disant (présent), il dirant (passé simple) pour ils disent et ils dirent ; il disaint et il diraint pour ils disaient et ils diraient ; ou encore il sortant de là à matin pour ils sortent d'ici ce matin
- Au passé simple, les terminaisons en is, it sont courantes pour tous les verbes du premier groupe et d’une grande partie de ceux du troisième. (je mangis, tu mangis, il mangit, je mangîmes, vous mangîtes, il mangirant)
- Le subjonctif est terminé par -ge pour les verbes du troisième groupe : que je saige « que je sois », que je vinge « que je vienne », que je prenge « que je prenne », que j'auge « que j'aille », que je vaige « que je voie » etc.
- Les x graphiques du pluriel sont prononcés [s], les cosiaux (cosiaws) « les sauts »
- Le son 'r n'est pas prononcé dans bon nombre de situations : par exemple: la « douaitte » pour la droite, « ête maig » pour être maigre.
- Dans le nord du département, les mots finissant en -er, -é, -ai se prononcent -eu. Exemple : Vin' don' mangeu' ! ( Viens donc manger ! )

#### Consonantisme
Les consonnes du mayennais sont proches ou analogues à celle du français.

#### Vocalisme
- Traitement du [e] long et du [i] bref latin analogue à ce qu'on observe dans une grande partie de l'ouest

| ouest               | français              |
| ------------------- | --------------------- |
| mai, tai, sai       | moi, toi, soi         |
| fai, drait, véteüre | foi, droit, voiture   |
| nair, pesson, vésin | noir, poisson, voisin |

- Traitement du [o] long et du [u] bref latin

| bas latin | ouest                      | français |
| --------- | -------------------------- | -------- |
| coda      | coue (cf. couard)          | queue    |
| nodu      | noud                       | nœud     |
| gula      | goule (cf. goulot, goulet) | gueule   |

De même que les produits du suffixe latin -ore(m) et -osu(s) n'ont pas évolué respectivement en -eur (pêcheur, menteur, prieur, etc.) et -eux (généreux, pierreux, etc.), mais en -oux (pêchoux, mentoux, prioux, etc.)  et -oux (généroux, p(i)erroux, etc.), d'où le suffixe adjectival anglais -ous qui est issu du normand occidental.

## Lexique comparatif
Le mayennais est très proche du français et lire un texte en mayennais n'est pas compliqué pour un francophone. Cependant, le mayennais, comme les parlers d'oïl de l'ouest en général, sont assez archaïques dans leurs vocabulaires, c'est-à-dire qu'ils ont conservé certains mots ou certaines formes que le français moderne ne connaît plus ou peu mais qui étaient courants en ancien ou moyen français. Sur un plan phonétique, les parlers d'oïl de l'ouest, mayennais y compris, comportent aussi quelques évolutions différentes du français, parfois plus proches de l'ancien français. Si, en lisant un texte en mayennais, beaucoup de mots seront identiques au français, d'autres seront différents voire inconnus. Petit aperçu :
| Mayennais                                         | Français                                     | Ancien français                                   | Bas latin                                                     |
| ------------------------------------------------- | -------------------------------------------- | ------------------------------------------------- | ------------------------------------------------------------- |
| fiour                                             | fleur                                        | flor, flour, fleur                                | flore(m)                                                      |
| adementiers                                       | tandis que (cf. italien mentre, « pendant ») | adementiers, a dementre, a dementieres            | *ad dum-interim                                               |
| ademeshui                                         | désormais, dorénavant                        | a de mes huy                                      | *ad de magis hodie                                            |
| ains-jan                                          | déjà                                         | ainz ja                                           | *antes etiam ("déjà avant")                                   |
| ainhin                                            | ainsi                                        | ainsins, ensi, ainsi                              | *in sic (inde)                                                |
| taeût                                             | tôt                                          | tost                                              | *tostu(m)                                                     |
| forment                                           | fortement                                    | forment, fortment                                 | *forti(s) mente                                               |
| cieux                                             | ceux                                         | cieus, ceus                                       | *ecce illos                                                   |
| ot, d'ot                                          | avec                                         | od, ot                                            | apud                                                          |
| quière                                            | car                                          | quer, quare, quere, quiere                        | quare                                                         |
| dou                                               | du                                           | del, deu, dou, dau, du                            | *de illu(m)                                                   |
| vair                                              | voir                                         | veeir, veoir                                      | videre                                                        |
| t(e)rouer                                         | trouver                                      | trover, truver, truire                            | tropare                                                       |
| cheux                                             | chez                                         | chiese                                            | casa                                                          |
| ben                                               | bien                                         | ben, bien                                         | bene                                                          |
| mau                                               | mal                                          | mau, mal                                          | male                                                          |
| meillour                                          | meilleur                                     | meillor, meillour, meilleur                       | meliore(m)                                                    |
| pus                                               | plus, davantage                              | plus, pus                                         | plus                                                          |
| sçavair / sçavouèr                                | savoir                                       | savoir (mais moyen français sçavoir)              | sapere                                                        |
| loux                                              | leur, leurs                                  | lor, lour, leur                                   | (il)loru(m)                                                   |
| je                                                | s'utilise pour je et nous                    | nos                                               | ego, nos                                                      |
| il                                                | utilisé pour il et ils                       | (3e pers. pluriel) il                             | illi                                                          |
| roède                                             | raide                                        | roit (fém. roide)                                 | rigidu(m)                                                     |
| quai                                              | quoi                                         | quei, quoi                                        | quid                                                          |
| quieau, quelle, quieaux, quelles                  | quel, quelle, quels, quelles                 | queu(s) / quieu(s), quele, queus / quieus, queles | qualis                                                        |
| quieauque                                         | quelque                                      | queuque, quieuque, quelque                        | *qualis quam                                                  |
| tieau, telle, tieaux, telles                      | tel, telle, tels, telles                     | teu(s), tele, teus, teles                         | talis                                                         |
| trétous                                           | tous (pronom)                                | trestoz / trestouz                                | *trans totos                                                  |
| noûtre, voûtre                                    | notre, votre                                 | nostre / noustre, vostre / voustre                | noster, vester / *voster                                      |
| le naeûtre, le vaeûtre                            | le nôtre, le vôtre                           | le nostre / le noustre, le vostre / le voustre    | *illu(m) nostru(m), *illu(m) vestru(m) / *illu(m) vostru(m)   |
| rain                                              | rien                                         | rien(s), ren                                      | *rem                                                          |
| pien (fém. pienne)                                | plein (fém. pleine)                          | plen (fém. plene) / plein (fém. pleine)           | plenu(m), plena                                               |
| bianc (fém. bianche)                              | blanc (fém. blanche)                         | blanc (fém. blanche / blanke)                     | *blancu(m), blanca (d'origine germanique)                     |
| paeuvre                                           | pauvre                                       | povre                                             | pauperu(m)                                                    |
| un heus                                           | une porte (un huis)                          | un uis / une porte                                | *unu(m) ostiu(m) / una porta                                  |
| la neut                                           | le nuit                                      | la noit, la nect                                  | illa(m) nocte(m)                                              |
| l'houre                                           | l'heure                                      | l'oure, l'eure                                    | illa hora                                                     |
| la goule                                          | la gueule, la figure, le visage              | la gueule, la goule, la gouille, la goille        | illa gola                                                     |
| la men                                            | la main                                      | la man, la main, la men, la mein                  | illu(m) manu(m)                                               |
| le pen                                            | le pain                                      | le pain, le pan, le pen                           | illu(m) pane(m)                                               |
| finer (je finons, vous finez)                     | finir (nous finissons, vous finissez)        | finer / fenir (nos finons, vos finez)             | finire (nos finimus / *finiscemus, vos finitis / *finiscetis) |
| voulair / voulouèr (je vieus, tu vieus, il vieut) | vouloir (je veux, tu veux, il veut)          | voloir (je vueil, tu vueus, il vueut)             | velle / *volere (volo / *voleo, vis / *voles, vult)           |
| connoêtre / quenoêtre                             | connaître                                    | conoistre                                         | cognoscere                                                    |
| gaigner                                           | gagner                                       | gaaignier                                         | *wadaniare (du francique)                                     |
| oïr / ouïr                                        | entendre, ouïr                               | oïr                                               | audire                                                        |
| ahaner                                            | travailler dur                               | ahan (nom) *ahaner                                | *afanno (sûrement d'origine celtique)                         |

### Lexique mayennais
- boner : faire le décompte, pendant un jeu de cache-cache par exemple
- un meuniot : un mayennais
- Dame ! : interjection exclamative (approbation, constatation)
- pigner : pleurnicher. Se dit ailleurs, français populaire
- goule : figure, gueule. Se dit ailleurs, dialectes de l'ouest
- l'échaye : l'échalier
- claver la porte / clencher la porte : verrouiller la porte (mot de même famille que clef, claveau, clavier)
- mett' le crouillet : mettre le verrou
- les œufs couis : abandonnés, pourris
- le marcau rouaude : le chat fait entendre des cris rauques lorsque les chattes sont en chaleur. Variante de marcou « chat mâle » ailleurs
- évailler : étendre
- le rouzille' : le noisetier
- des rouzilles : des noisettes
- les mett' en beulots : les mettre en tas
- s'engouer / s'engouiller : avaler de travers
- l’piston : le pénis
- un diab' : boisson moitié café, moitié eau-de-vie. Existe ailleurs
- l'ergent il li brûle les daigts : il dépense sans compter
- rouzine' : lambiner
- habille' ses vesins : dit du mal de ses voisins
- heula ! ou heulo ! : interjection très fréquente, représente la surprise. Existe ailleurs dans l'ouest.
- j'me déchausse point : je ne prends pas de gants
- À la r'voyure : au revoir! Existe dans plusieurs dialectes de l'ouest
- porte-ta’ bin, t’as l’bonjou per cheux ta’ !: porte toi bien, passe le bonjour par chez toi !
- auto butante : Auto tamponneuse
- beurouette : une brouette
- baragouiner: raconter des bêtises. Français populaire
- les guernouilles: les grenouilles. Existe dans plusieurs dialectes
- cauoser: causer
- une houbille : un fantôme
- iauser : surprendre (ça nous iause !)
- amène don' ton kesio : amène ton verre
- grand srin : grande tige, gars de grande taille. Se dit ailleurs
- qu'c'est-y donc que v'là : tiens, qui vient là ?
- un quenio : un enfant, un petit
- le bouliau : le boulot, le travail
- rabouiner : repriser grossièrement un travail mal imparfait
- t’es ben bouiné : Te voilà bien attrapé !
- Eh bé : eh bien!
- Nom d'nom d'cent mille d'charté d'fin !' : un juron
- Nom d'nom d'cent mille d'charté d'pommes cuites !' : un autre juron
- la chaire : la chaise. Forme régulière d'oïl correspondant au parisien chaise, forme altérée
- Ça va oursé : charbonner
- beurdereau, la niche su' l'chien: c'est fichu
- beurdedeau : dit pour quelqu'un qui chute : Et hop, beurdedeau, s'est r'trouvé sul dio !
- la beurrée : le beurre ou une tartine de beurre
- gueurmi : courbatu
- côbi : sur la voie de la pourriture (à propos des fruits)
- un beudot : un nigaud
- tout bâmi : tout fané
- La cueillère : la cuillère. Commun au dialecte de l'ouest
- Le coutieau : le couteau
- Nom d’Diou! / Nom di Diou : Nom de Dieu ! Commun au dialecte de l'ouest
- C'est balot : c'est dommage. Existe ailleurs
- Amène don ta charette! : amène ta voiture !
- La mé : la mère. Existe ailleurs
- Le pè : le père. Existe ailleurs
- les godiots : les chaussures
- j'va t flanquer un' roussé (ou) un coup de pom'dan'l'cul : je vais te mette une bonne volée
- j'm'égueurzille : je hausse le ton
- un gueurzillon : un oisillon
- un coak, une conille : un corbeau
- une couë : un corbeau
- le co : le coq. Existe ailleurs
- la chartée : le contenu de la charte (charrette) une chartée de paille, une chartée de sable
- le daigt ou le dagt : le doigt. Dialectes de l'ouest
- les peutons : les pieds. Français populaire
- Les batoués : les mains
- Le paisson / pesson : le poisson
- oïr / ouïr : entendre
- j’ai oï di’ : j’ai entendu dire
- il cheut de l'ieau : il tombe de l'eau
- cusser : gémir, geindre, pigner
- un mic (l'orthographe n'est pas sûre) : un café à la chicorée ; un vra mic : un café avec eau-de-vie
- poper ou bober d’la goule : (équivalent manchot bleuner) : flâner
- la pillette : machine à faire le cidre
- faire marienne : faire la sieste
- s’entregreuiller : se rassembler, se blottir
- gueurbillone : faire son fier, pavaner
- amarre : rassembler
- un serre-soui : un ramasse poussière
- des rouchets : des os
- roucher : manger la viande sur les os
- Rouch'ment d'panse : mal de ventre (surtout après avoir bu trop de cid')
- une aoudi' : une personne mal habillée
- une dâbée : une averse
- une r'niopé ou une fiopé : une averse
- gergeu' : la neige qui a commencé à fondre mais a gelé à nouveau pendant la nuit
- un guibet : une sorte de moustique... sur le pare brise
- beucher : à l'origine le mot signifie : bêcher
- débarbeuiller la hâe : tailler une haie
- une chinchenée ou chinchée ou une pichnette : une petite quantité
- un teugo : une tasse, un petit récipient
- êt’ benèse / ben aise : être content
- un bizeux : une pierre de champ
- crucher : monter
- le pajot : le lit
- le temps s'abeurnaudit' ': le temps se couvre. Commun ailleurs
- repeucer : rapiècer
- il est empafé li : il dort à moitié
- bouiner : faire un petit travail. Commun dans l'ouest avec différentes acceptions
- I’ n’crie ni n'ceurve, i' n'est po’ ben baisant : se dit d'un animal fébrile qui ne crie pas (donc n'est pas en forme) ni ne crève, n'est pas mourant, donc encore assez vif pour se laisser vivre
- Un serre-soui : un balai avec une pelle
- Du soui : du bazar, des saletés, vulgairement le bordel
- tantaeût (tantôt) : se dit très souvent de l'après midi à venir, ou bien d'un moment passé récent
- barrer l'auto : condamner la voiture / la fermer à clef
- quiaver la charte: fermer la voiture à clé
- pain de carabin : pain de sarrasin
- benner : renverser
- s'ecouister: gueuler, veut français pour écouter
- gricher : faire la grimace à cause du soleil
- poignasser : tripoter/toucher (une chose)
- chouiner / un chouinard : pleurnicher / un pleurnichard
- se faire sacter : se faire remonter les bretelles
- un moment d'temps : relatif à un évènement passé
- un lutueu : un homme lourd et maladroit
- beuille : ventre rempli
- beuillu : qui a un gros ventre, ventru
- il é-t-y-quitte ? : a-t-il fini ? A-t-il terminé ?[réf. souhaitée]
- des bouettons: des sabots
- une heune: un pantalon
- anuit : aujourd'hui (se dit pour le jour même ou pour l'époque dans laquelle on vit). Commun ailleurs
- à matin : ce matin
- 'core : Encore. Commun ailleurs (aphérèse)
- avoir seu / avoir sâ : avoir soif. Variantes diverses dans les différents patois français
- la terouelle : la cuillère
- les mimines : les mains. Français populaire
- beurdasser : bavarder (s'utilise quand il s'agit de commérages)
- eun' beurdasse : une femme bavarde / une commère

### Exemples d'énoncés en mayennais
- « Que la paix du Seigneur soit toujours avec nous aut', et avec ton esprit que j'illi dit en y'allongeant deux va t'laver su' l'coin d'la goule ! Reuné tait beurzillé saoul et je m'trouvis aperçu qu'i s'prenait pour le pape. »
- « Les gâs sont bien au chaud. Les autres mariolles vont faire les rabateux sous la piée et le vent. Le temps s'embernodit : cette raissiée, les femmes vont faire la buée. »
- « Rapi-té ben cont'eur le meur, de pou qu'la roue d'la charte é n'fasse coti du pétoué cont'eur tes hardes. » : aplatis-toi bien contre le mur, de peur que la roue de la charrette ne fasse jaillir de la boue contre tes vêtements.
- « Rapi-té ben amont la ha pour que l'iau n'cotise point amont tes heunes. » : Range-toi bien contre la haie pour que l'eau ne salisse pas tes vêtements.
- La mort du cochon : « L’matin conv’nu, i sont là tertous. L’saigneu’ a apporte’ ses scies, ses coutiaux, tout son fourbi. On cass’ eun’ croût’ et on bê un permie’ p’tit jus bin arrouse’, les bon’hommes i s’dirigeant vers la subite où l’gorin roupille comme un sonneu’! S’ment pas trop réveille’, l’quiéquié grognassant é tire’, pousse’, culbute’ su’ eun’ bonn’ fourchée d’paille fraîche. Ah ! c’é pas long ! L’bouche’ d’occasion a enfonce’ son coutiau. L’pourciau oince tant qu’i peut, il a beau sacte’ des pattes, les gars i t’nant bon. La ménagère r’ce’ l’sang qui pisse dans la cuvette ; lè, é pens’au boudin. À c’t’heure, l’gorin, i crie pus. I bouge côr’eun p’tit què d’eu’ patte. Ca c’é bin expédie’et proprement. Pendant qu’i finit d’passe’, on va à la minson prend’eun’ p’tit douce avec eun’ bonn’ pichtée d’rude ; ça r’mont’ le moral. »
- « Ça veurde a c’t’heure, j'tin tout gueurouë. » : Il y a du vent, j'ai froid.
- Pâques hao ou bas, y'a des p'tits miels dans la ha: Que Pâques soit tôt ou tard, il y a des petits merles dans les haies

### Expressions
- I'bis'rait eun'bique enter'les cornes. : il a le visage maigre
- E'déculottrait eune pape sur la piace de l'église. : elle ne respecte rien ni personne.
- El'é comme la Vierge des Rogations, é n'a ni panse ni tétons ! El'é comme les biques, elle a la grèsee en d'dans ! : c'est une fausse maigre.
- I'n'y a d'si vilain pot qui n'trouve son couverque'! : chacun peut trouver un ami.
- S'enfier pour eun rin ! : se mettre en colère pour rien.
- I s'écoute pour cause'. I's'parluiseI's'dit'vous ! : il s'écoute parler.
- Van diou, la Mârrie, accot'a don à la hâ ! : Bon sang, la Marie, appuie-toi donc contre la haie.
- C'é du suc' à pren're, d's'épines à ren're. : plaisir de la conception, douleur de l'accouchement.
- Et'franc comme eun âne qui r'cule. : être un faux jeton.
- Aller l'yab' à la d'vallée. : aller très vite.
- Faut point en déroule'pus long qu'on a d'ficelle. : il ne faut pas présumer de ses forces.
- Avèr des bruch'ments de beuyaux. : avoir mal au ventre.
- J'va hucher su'la mère.ou j'vas crucher su'la mé : je vais faire une partie de jambe en l'air.
- Pu' qu'le bouc i' pu, pu' qu'la bique elle l'aime. : Les femmes sont attirées par les hommes virils.
- ét enfier com' un pot d'cit ou  ét enfier com' un srin - être maigre
- I'l'sec com' un cou d'trick" - il est maigre.
- I' n'verrait po eun' vach dans un couloieu li Il n'y voit pas plus loin que le bout de son nez
- Il est sourd comme un pot li! Il n'entend rien
- Bah! Dit moi le j'vo teul' dire hein! Je n'en sais pas plus que toi / Je ne peux t'en dire plus
- Piquer des pois / des choux : s'endormir à table
- Le gars « machin » / la fille « machine » : façon usuelle pour dénommer une personne
- I' dirant : Ils disent
- À c't'heure : maintenant, actuellement
- Van djiou, Vin djiou : pour « nom de Dieu ! »

## Textes en mayennais
- Annales et chroniques du paîs de Laval et parties circonvoisines, depuis 1440 à 1537 par Guillaume Le Doyen
- Dialogue de trois vignerons du pays du Maine sur les misères de ce temps par Jean Sousnor
- La veillée du pommé. Letellier.
- Histoires et légendes des Coëvrons, 1883. Armand Dägnet.
- Nos vieilles chansons du Bas-Maine. Lescane, 1979.
- Contes et nouvelles en patois Mayennais. Cercle Jules Ferry.